# António Silva (labdarúgó)
António João Pereira de Albuquerque Tavares da Silva (Viseu, 2003. október 30. –) portugál válogatott labdarúgó, a Benfica játékosa.

## Pályafutása

### Klubcsapatokban
A Penalva do Castelo, a Repesenses, a Viseu United és a Benfica korosztályos csapataiban nevelkedett. A Benfica akadémiájához csatlakozása előtt a Sporting CP és a Porto néhány edzésén is részt vett. 2021. november 28-án aláírta a klubbal az első profi szerződését, majd csatlakozott a tartalékokhoz. 2022. április 2-án mutatkozott be a második csapatban a Mafra ellen 2–1-re elvesztett bajnoki mérkőzésen. A 2021–22-es UEFA Ifjúsági Ligában 10 mérkőzésen lépett pályára a győztes csapatban és a Midtjylland U19 ellen gólt is szerzett.
Augusztus 27-én debütált az első csapatban a Boavista ellen kezdőként. Ezt követően kezdőjátékossá vált, miután több sérülés is sújtotta a csapatot. Szeptember 5-én 2027 nyaráig meghosszabbította szerződését a klubbal és 100 millióra növelte a kivásárlási záradékát a klub. Másnap bemutatkozott az UEFA-bajnokok ligájában az izraeli Makkabi Haifa ellen. Október 25-én első gólját szerezte meg a klubban és a bajnokok ligájában az olasz Juventus ellen. November 5-én duplázott a bajnokságban az Estoril Praia ellen 5–1-re megnyert találkozón.

### A válogatottban
Többszörös korosztályos válogatott. 2022. szeptember 24-én debütált az U21-es válogatottban Grúzia ellen. Októberben bekerült az előzetes 55 fős keretbe, majd a szűkítés során a 26 fős keretbe, amely a 2022-es labdarúgó-világbajnokságra utazhatott. November 17-én debütált a felnőttek között a Nigéria elleni barátságos mérkőzésen, amelyet 4–0-ra nyertek meg. 2024. május 21-én Roberto Martínez szövetségi kapitány kihirdette 26 fős Európa-bajnoki keretét, amelyben ő is szerepelt.

## Statisztika

### A válogatottban
2022. november 17-én frissítve.
| Portugália | Portugália      | Portugália |
| Év         | Pályára lépések | Gólok      |
| ---------- | --------------- | ---------- |
| 2022       | 1               | 0          |
| Összesen   | 1               | 0          |

## Sikerei, díjai
- Benfica U19
  - UEFA Ifjúsági Liga: 2021–22[20]

## Külső hivatkozások
- António Silva adatlapja a Transfermarkt oldalon (angolul)
- António Silva adatlapja a Soccerway oldalon (angolul)